# Campylobacter fetus
Campylobacter fetus ist ein gramnegatives, polar begeißeltes Bakterium aus der Gattung Campylobacter, die der Klasse der Epsilonproteobacteria angehört.

Campylobacter fetus ist wie alle Arten der Gattung mikroaerophil, d. h., sie erreichen ihr optimales Wachstum bei niedrigen Sauerstoffgehalt, wie zum Beispiel im Darm.
Das Genom dieser Art ist vollständig sequenziert.

## Campylobacter fetusals Krankheitserreger
Campylobacter fetus kann bei Säugetieren als Krankheitserreger auftreten und Fehlgeburten sowie Unfruchtbarkeit bei Rindern und Schafen verursachen. Dadurch erreicht diese Art auch eine wirtschaftliche Bedeutung für die Landwirtschaft.
- Campylobacter fetus ssp. venerealis: Erreger des Enzootischen Campylobacter-Aborts des Rindes, einer Anzeigepflichtigen Tierseuche
- Campylobacter fetus ssp. fetus: Erreger des Enzootischen Campylobacter-Aborts des Schafs; kann auch zu Aborten bei Rindern, Schweinen und sehr selten beim Menschen führen

Beim Menschen kann der Erreger Entzündungen des Darmes und Durchfallerkrankungen hervorrufen. Zusätzlich kann er bei Säuglingen und Kleinstkindern für eine Meningitis verantwortlich sein.

## Meldepflicht
In Deutschland ist der direkte oder indirekte Nachweis von darmpathogenen Campylobacter sp. namentlich meldepflichtig nach § 7 des Infektionsschutzgesetzes (IfSG), soweit der Nachweis auf eine akute Infektion hinweist. Die Meldepflicht betrifft in erster Linie die Leitungen von Laboren (§ 8 IfSG).
In der Schweiz ist der positive und negative laboranalytische Befund von Campylobacter spp. für Laboratorien meldepflichtig und zwar nach dem Epidemiengesetz (EpG) in Verbindung mit der Epidemienverordnung und Anhang 3 der Verordnung des EDI über die Meldung von Beobachtungen übertragbarer Krankheiten des Menschen.